# مونيا جبال الألب
مونيا جبال الألب هو نوع من الطيور من فصيلة شمعية المنقار.